# Кусьневич, Анджей
Анджей Кусьневич (пол. Andrzej Kuśniewicz; 30 ноября 1904, с. Ковиничи, Галиция, Австро-Венгрия (ныне Самборского района Львовской области Украины) — 15 мая 1993, Варшава) — польский прозаик, эссеист и поэт. Публицист, редактор, дипломат. Лауреат Государственной премии ПНР 1-й степени (1974).

## Биография
Обучался в Краковской академии искусств, продолжил учебу в Ягеллонском университете, где изучал право и политологию. В 1925—1928 годах работал в качестве представителя автомобильной фирмы, совершил много поездок по странам Европы.
С 1936 года — на дипломатической службе. Представлял интересы Польши в Чехословакии и Франции. Вторую мировую войну встретил в Париже.
В 1940—1943 — участвовал во французском Движения Сопротивления. В 1943 вступил во Французскую компартию.
Был схвачен гестапо. Затем — узник немецких концлагерей: Френ (Франция), Neue Bremm близ немецкого Саарбрюккена, с апреля 1944 — в Маутхаузене.
После окончания войны вновь на дипломатической работе во Франции. С 1946 года — член Польской рабочей партии, с 1948 — в ПОРП.
В 1950 году был обвинен в сотрудничестве с французскими спецслужбами и отозван на родину, а затем исключён из партии.
Неоднократные апелляции Кусьневича достигли успеха, и в 1953 году он был восстановлен в ПОРП.
С 1953 года сотрудничал с польскими спецслужбами.
Редактировал литературный ежемесячник «Miesięcznik Literacki».
Был членом Объединения польских писателей, позже Союза писателей Польши.
Похоронен на варшавском кладбище Воинские Повонзки.

## Творчество
Автор сборников стихов, прозаических произведений, эссе. В основном, творчество А. Кусьневича посвящено его малой родине — Галиции. Ряд произведений посвящён подпольной борьбе с фашизмом в оккупированной Франции.

## Сборники стихов
- 1956 — Słowa o nienawiści (поэма)
- 1959 — «Чёрту кочерга» Diabłu ogarek
- 1962 — «Личное время» Czas prywatny
- 1975 — Piraterie

## Проза
- 1961 — Korupcja
- 1963 — Eroica

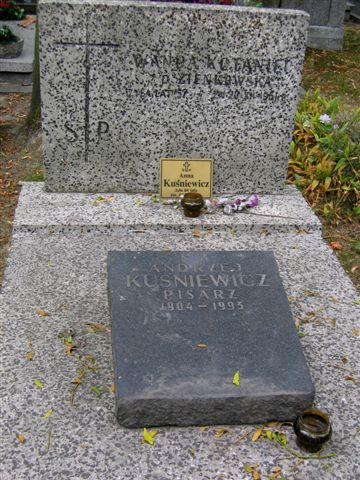
Могила Кусьневича

- 1964 — «На пути в Коринф» W drodze do Koryntu
- 1970 — «Король обеих Сицилий» Król Obojga Sycylii
- 1971 — «Зоны» Strefy
- 1973 — «Состояние невесомости» Stan nieważkości
- 1975 — «Третье королевство» Trzecie królestwo
- 1977 — «Урок мёртвого языка» Lekcja martwego języka
- 1980 — «Витраж» Witraż
- 1985 — «Смесь обычаев» Mieszaniny obyczajowe
- 1987 — «Возвращение» Nawrócenie
- 1992 — Puzzle pamięci

## Эссе
- 1980 — Moja historia literatury

## Награды
- Командорский крест Ордена возрождения Польши
- Кавалерский крест Ордена возрождения Польши
- Золотой Крест Заслуги (Польша)
- Серебряный Крест Заслуги (Польша)
- Орден «Знамя Труда» 2-й степени
- Государственная премия ПНР 1-й степени
- Литературная премия польского ПЕН-клуба им. Парандовского (1991)